# А. Б. В.
 Тази статия е за всекидневника.  За други значения вижте Абв.
„А. Б. В.“ е илюстрован всекидневен вестник, излизал в София през 1924 – 1925 г.
Издава се в София. Директор е Йосиф Хербст, а на брой 228 и следващите – Георги Костов. Вестникът е лявоориентиран и критикува установеното след Деветоюнския преврат правителство и политиката му на преследвания срещу Българската комунистическа партия и Българския земеделски народен съюз. През февруари 1925 г. е спрян от държавата.